# Niranjan Sual Singh
Niranjan Sual Singh (* 20. Juli 1961 in Kottama) ist ein indischer Geistlicher und Bischof von Sambalpur.

## Leben
Niranjan Sual Singh empfing am 29. April 1991 die Priesterweihe für das Erzbistum Cuttack-Bhubaneswar.
Papst Franziskus ernannte ihn am 17. Juli 2013 zum Bischof von Sambalpur. Der Apostolische Nuntius in Indien, Salvatore Pennacchio, spendete ihm am 28. September desselben Jahres die Bischofsweihe. Mitkonsekratoren waren der Erzbischof von Ranchi, Telesphore Placidus Kardinal Toppo, und der Altbischof von Sambalpur, Lucas Kerketta.